# Vale Benfeito
Vale Benfeito is een plaats (freguesia) in de Portugese gemeente Macedo de Cavaleiros en telt 231 inwoners (2001).